# Liste der Gemeinden im Landkreis Starnberg

Karte des Landkreises Starnberg

Die Liste der Gemeinden im Landkreis Starnberg gibt einen Überblick über die 14 kleinsten Verwaltungseinheiten des Landkreises. Starnberg, die einzige Stadt im Landkreis, ist eine Mittelstadt.
In seiner heutigen Form entstand der Landkreis Starnberg im Zuge der im Jahr 1972 durchgeführten bayerischen Gebietsreform. Der Landkreis wurde aus dem Landkreis Starnberg und zwei Gemeinden des Landkreises Wolfratshausen gebildet. Die heutige Gemeindegliederung war im Jahr 1979 abgeschlossen. Bei den Teilorten der Gemeinden ist das Jahr vermerkt, in dem diese der Gemeinde beitraten. Bei den beiden Teilorten, die vor der Gebietsreform nicht zum Landkreis Starnberg gehörten, ist auch dieses vermerkt. Im Landkreis Starnberg gibt es keine Verwaltungsgemeinschaften.

## Beschreibung
Der Landkreis hat eine Gesamtfläche von 488,01 km2. Die größte Fläche innerhalb des Landkreises hat die Stadt Starnberg mit 61,77 km2. Es folgen die Gemeinden Gauting mit 50,38 km2 und Andechs mit 40,44 km2. Vier Gemeinden haben eine Fläche die größer ist als 30 km2 und fünf Gemeinden haben eine Fläche von über 20 km2. Jeweils eine Gemeinde ist über beziehungsweise unter 10 km2 groß. Die kleinsten Flächen haben die Gemeinden Wörthsee mit 20,42 km2, Krailling mit 16,0 km2 und Feldafing mit 9,15 km2. Die Fläche der beiden gemeindefreien Gebiete ist mit 62,36 km2 größer als die Fläche der flächengrößten Gemeinde.
Den größten Anteil an der Bevölkerung des Landkreises von 139.067 Einwohnern hat die Stadt Starnberg mit 23.940 Einwohnern, gefolgt von den Gemeinden Gauting mit 21.435 Einwohnern, Gilching mit 19.296 Einwohnern und Herrsching a.Ammersee mit 11.045 Einwohnern. Jeweils eine Gemeinde hat über 9.000 beziehungsweise 8.000 Einwohner und jeweils zwei Gemeinden haben über 7.000 beziehungsweise 5.000 Einwohner. Drei Gemeinden haben über 4.000 und die kleinste Gemeinde hat über 3.000 Einwohner. Die drei von der Einwohnerzahl her kleinsten Gemeinden sind Inning a.Ammersee mit 4834 Einwohnern, Feldafing mit 4386 und Andechs mit 3865 Einwohnern.
Der gesamte Landkreis Starnberg hat eine Bevölkerungsdichte von 285 Einwohnern pro km2. Die größte Bevölkerungsdichte innerhalb des Kreises haben die Gemeinden Gilching mit 613 Einwohnern pro km2, Herrsching a.Ammersee mit 529, Krailling mit 493 und Feldafing mit 479. Zwei Gemeinden haben eine Bevölkerungsdichte von über 300, darunter die Stadt Starnberg, weitere sechs von über 200. In zwei von diesen sechs Gemeinden liegt die Bevölkerungsdichte über beziehungsweise genau auf dem Landkreisdurchschnitt von 285. Jeweils eine Gemeinde hat eine Bevölkerungsdichte von über beziehungsweise unter 100 Einwohner pro km2. Die am dünnsten besiedelten Gemeinden sind Seefeld mit 223, Inning a.Ammersee mit 198 und Andechs mit 96 Einwohnern pro km2.

## Legende
- Gemeinde: Name der Gemeinde beziehungsweise Stadt und Angabe, zu welchem Landkreis der namensgebende Ort der Gemeinde vor der Gebietsreform gehörte
- Teilorte: Aufgezählt werden die ehemals selbständigen Gemeinden der Verwaltungseinheit. Dazu ist das Jahr der Eingemeindung angegeben. Bei den beiden Teilorten, die vor der Gebietsreform zum Landkreis Wolfratshausen gehörten, ist auch dieses vermerkt.
- Wappen: Wappen der Gemeinde beziehungsweise Stadt
- Karte: Zeigt die Lage der Gemeinde beziehungsweise Stadt im Landkreis
- Fläche: Fläche der Stadt beziehungsweise Gemeinde, angegeben in Quadratkilometer
- Einwohner: Zahl der Menschen die in der Gemeinde beziehungsweise Stadt leben (Stand: 31. Dezember 2023[1])
- EW-Dichte: Angegeben ist die Einwohnerdichte, gerechnet auf die Fläche der Verwaltungseinheit, angegeben in Einwohner pro km2 (Stand: 31. Dezember 2023[2])
- Höhe: Höhe der namensgebenden Ortschaft beziehungsweise Stadt in Meter über Normalnull[3]
- Bild: Bild aus der jeweiligen Gemeinde beziehungsweise Stadt

## Gemeinden
| Gemeinde              | Teilorte | Wappen                                    | Karte | Fläche | Einwohner | EW- Dichte | Höhe | Bild |
| --------------------- | --- | ----------------------------------------- | --- | ------ | --------- | ---------- | ---- | --- |
| Landkreis Starnberg   | | Wappen des Landkreises Starnberg          | Lage des Landkreises Starnberg in Bayern                                                                   | 488,01 | 139,067   | 285        |      | Karte des „Fünfseenlandes“, dessen Großteil im Landkreis Starnberg liegt                                                                                          |
| Andechs               | Erling Frieding Machtlfing (Zusammenschluss 1978) | Wappen der Gemeinde Andechs               | Lage der Gemeinde Andechs im Landkreis Starnberg                                                           | 40,44  | 3.865     | 96         | 690  | Kloster Andechs |
| Berg                  | Berg Bachhausen (1975; gehörte vor der Gebietsreform zum Landkreis Wolfratshausen) Höhenrain (1975; gehörte vor der Gebietsreform zum Landkreis Wolfratshausen) | Wappen der Gemeinde Berg                  | Lage der Gemeinde Berg im Landkreis Starnberg                                                              | 36,63  | 8.321     | 227        | 640  | Schloss Berg · Kreuz an der Stelle, an der König Ludwig II. unter ungeklärten Umständen zu Tode kam.                                                              |
| Feldafing             | Feldafing | Wappen der Gemeinde Feldafing             | Lage der Gemeinde Feldafing im Landkreis Starnberg                                                         | 9,15   | 4.386     | 479        | 645  | auf der Roseninsel („Casino“) · ebenfalls auf der Roseninsel (Glassäule)                                                                                          |
| Gauting               | Gauting Buchendorf (1978) Oberbrunn (1978) Unterbrunn (1978) | Wappen der Gemeinde Gauting               | Lage der Gemeinde Gauting im Landkreis Starnberg                                                           | 50,38  | 21,435    | 425        | 564  | Schloss Fußberg |
| Gilching              | Gilching Argelsried (1978) | Wappen der Gemeinde Gilching              | Lage der Gemeinde Gilching im Landkreis Starnberg                                                          | 31,49  | 19,296    | 613        | 559  | Gilching – Pfarrkirche St.Vitus; die Arnoldusglocke in der Pfarrkirche St. Vitus ist die älteste noch vorhandene Glocke Bayerns und die drittälteste Deutschlands |
| Herrsching a.Ammersee | Herrsching a.Ammersee Breitbrunn a.Ammersee (1978) Widdersberg                                                                                                  | Wappen der Gemeinde Herrsching a.Ammersee | Lage der Gemeinde Herrsching a.Ammersee im Landkreis Starnberg                                             | 20,88  | 11,045    | 529        | 547  | Ortsansicht vonHerrsching a.Ammersee · Herrschinger Bucht im Winter                                                                                               |
| Inning a.Ammersee     | Inning a.Ammersee Buch a.Ammersee (1975) | Wappen der Gemeinde Inning a.Ammersee     | Lage der Gemeinde Inning a.Ammersee im Landkreis Starnberg                                                 | 24,43  | 4.834     | 198        | 553  | Ehem. Salzstadel u. Pfarrkirche St. Johannes der Täufer |
| Krailling             | Krailling | Wappen der Gemeinde Krailling             | Lage der Gemeinde Krailling im Landkreis Starnberg                                                         | 16,0   | 7.895     | 493        | 548  | Margaretenkirche Krailling |
| Pöcking               | Pöcking Aschering (1972) Maising (1978) | Wappen der Gemeinde Pöcking               | Lage der Gemeinde Pöcking im Landkreis Starnberg                                                           | 20,96  | 5.617     | 268        | 669  | Schloss Possenhofen |
| Seefeld               | Oberalting-Seefeld Drößling (1972) Hechendorf a.Pilsensee (1978) Meiling (1978) Unering (1972)                                                                  | Wappen der Gemeinde Seefeld               | Lage der Gemeinde Seefeld im Landkreis Starnberg                                                           | 34,87  | 7.768     | 223        | 570  | Schloss Seefeld von Hechendorf aus gesehen |
| Starnberg (Stadt)     | Starnberg Hadorf (1978) Hanfeld (1972) Landstetten (1978) Leutstetten (1978) Percha (1978) Perchting (1978) Söcking (1978) Wangen (1978)                        | Wappen der Stadt Starnberg                | Lage der Stadt Starnberg im Landkreis Starnberg                                                            | 61,77  | 23,940    | 388        | 587  | Starnberg vom Starnberger See aus gesehen · Villa Rustica bei Leutstetten                                                                                         |
| Tutzing               | Tutzing Traubing (1978) | Wappen der Gemeinde Tutzing               | Lage der Gemeinde Tutzing im Landkreis Starnberg                                                           | 35,63  | 9.960     | 280        | 603  | Tutzing vom Starnberger See aus gesehen |
| Weßling               | Weßling Hochstadt (1972) Oberpfaffenhofen (1972) | Wappen der Gemeinde Weßling               | Lage der Gemeinde Weßling im Landkreis Starnberg                                                           | 22,6   | 5.562     | 246        | 596  | Deutsches Zentrum für Luft und Raumfahrt |
| Wörthsee              | Etterschlag Steinebach (Zusammenschluss 1972) | Wappen der Gemeinde Wörthsee              | Lage der Gemeinde Wörthsee im Landkreis Starnberg                                                          | 20,42  | 5.143     | 252        | 562  | Kirche St. Nikolaus in Etterschlag |
| Gemeindefreie Gebiete | Starnberger See (57,16 km2) |                                           | Karte des Starnberger Sees, dessen gesamte Fläche als gemeindefreies Gebiet zum Landkreis Starnberg gehört | 57,16  |           |            |      | Blick über den Starnberger See auf die Alpen von der Uferpromenade in Starnberg                                                                                   |